# هرمیدول
هرمیدول(به کردی: ھەرمێ دۆڵ، Hermêdoll) روستایی از توابع بخش سرشیو شهرستان سقز است که در استان کردستان ایران قرار دارد.

## جمعیت
این روستا در دهستان ذوالفقار واقع شده و براساس سرشماری سال ۱۳۸۵، جمعیت آن ۲۲۰ نفر (۴۲ خانوار) بوده‌است.

## مردمان
مردمان این سرزمین از پر ادعاترین مردمان دنیا هستند، آنها معتقدند که صنعت آن ها در حد آلمان، اتحاد آنها در حد ایالات متحده‌ی آمریکا، دینداری و پایبند بودنشان به دین در حد عربستان سعودی است اما در واقع در حد ایران هستند.